# Дирутенийгадолиний
Дирутѐнийгадоли́ний — бинарное неорганическое соединение, интерметаллид
гадолиния и рутения
с формулой GdRu2,
кристаллы.

## Получение
- Сплавление стехиометрических количеств чистых веществ:

{\displaystyle {\mathsf {Gd+2Ru\ {\xrightarrow {1700^{o}C}}\ GdRu_{2}}}}

## Физические свойства
Дирутенийгадолиний образует кристаллы нескольких модификаций:
- гексагональная сингония, пространственная группа P 63/mmc, параметры ячейки a = 0,5277 нм, c = 0,8886 нм, Z = 4, структура типа дицинкмагния MgZn2 (фаза Лавеса);
- кубическая сингония, пространственная группа F d3m, параметры ячейки a = 0,756 нм, Z = 8, структура типа димедьмагния MgCu2[1][2][3].

Соединение конгруэнтно плавится при температуре 1700 °C.